# Att vara Ricardos
Att vara Ricardos (engelska: Being the Ricardos) är en amerikansk biografisk film från 2021 i regi av Aaron Sorkin.

## Handling
Filmen följer Lucille Ball och Desi Arnaz under en produktionsvecka av TV-showen I Love Lucy.

## Rollista i urval
- Nicole Kidman - Lucille Ball
- Javier Bardem - Desi Arnaz
- J.K. Simmons - William Frawley
- Nina Arianda - Vivian Vance
- Alia Shawkat - Madelyn Pugh
  - Linda Lavin - Madelyn Pugh som äldre
- Tony Hale - Jess Oppenheimer
  - John Rubinstein - Jess Oppenheimer som äldre
- Jake Lacy - Bob Carroll Jr.
  - Ronny Cox - Bob Carroll Jr. som äldre
- Clark Gregg - Howard Wenke
- Christopher Denham - Donald Glass